# Dietrich Bonhoeffer
Dietrich Bonhoeffer (Breslau, 1906. február 4. – Flossenbürg, 1945. április 9.) evangélikus lelkész, teológus, a második világháború alatti német ellenállás támogatója és mártírja.

## Életpályája
Egy nyolcgyermekes család hatodik gyermekeként született. Apja, Karl Bonhoeffer híres berlini neurológus volt. Dietrich 1923-ban kezdte meg teológiai tanulmányait Tübingenben, a stúdiumot Berlinben és New Yorkban folytatta. 1927-ben doktorált, Sanctorum communio (A szentek közössége) témában. Segédlelkészi idejét Barcelonában töltötte. Habilitációs dolgozatának címe: Akt und Sein (Cselekedet és lét).
1931-ben Berlinbe került, ahol egyetemi lelkészként és ökumenikus ifjúsági titkárként szolgált. 1933-ban Londonba utazott. Két esztendeig volt lelkipásztor az angol fővárosban. Ez alatt az idő alatt ökumenikus egyházi kapcsolatok kiépítésén fáradozott. 1935-ben tért vissza hazájába, és elfogadta a felkérést, hogy Finkenwaldban a nemzetiszocialista ideológiát ellenző Hitvalló Egyház illegális igehirdetői szemináriumának a vezetője legyen. Az itt folyó munkát a Gestapo 1940-ben már másodszor tiltotta be, Bonhoeffert pedig eltiltotta a tanítástól, az igehirdetéstől és a publikálástól, ő azonban a tilalom ellenére is papírra vetette gondolatait. 1937-ben született meg A szentek közössége, 1938-ban pedig a Követés című munkája.
Bonhoeffer sógorán, Hans von Dohnányin keresztül kapcsolódott be az ellenállási mozgalomba, emiatt 1943-ban börtönbe került. A börtönből számos levelet írt szüleinek, barátainak és menyasszonyának, Maria von Wedermeyernek. E feljegyzéseket barátja, Eberhard Bethge gyűjtötte össze; németül 1951-ben, magyarul 1999-ben adták ki Börtönlevelek címmel.
Heinrich Himmler, az SS főparancsnoka személyesen adott parancsot Bonhoeffer akasztására, melyet 1945. áprilisának egy hajnalán a flossenbürgi koncentrációs táborban hajtottak végre.

## Írásai magyar nyelven
- Etika. Szemelvények; válogatta: Vályi Nagy Ervin; Református Theológiai Akadémia, Rendszeres Theológiai Tanszék, Budapest, 1983
- Hűség a világhoz. Szöveggyűjtemény Dietrich Bonhoeffer műveiből. Meditációk; válogatta, a bevezetőt írta: Otto Dudzus, fordította: Jánossy Imre, életrajz Poór József; DEÁSZ Ny., Debrecen, 1984 (Filozófia Oktatók Továbbképző és Információs Központja Debreceni Munkabizottságának füzetei)
- Szöveggyűjtemény Karl Barth, Dietrich Bonhoeffer, Paul Tillich műveiből; válogatta, fordította: Prőhle Károly, Jánossy Imre, életrajz: Poór József; Református Kollégium, Debrecen, 1985 (Filozófia Oktatók Továbbképző és Információs Központja Debreceni Munkabizottságának füzetei)
- Válogatás Bonhoeffer legismertebb műveiből; fordította, tanulmányok: Lehel Ferenc, versfordítás: Jakus Imre et al.; Magyarországi Evangélikus Egyház Sajtóosztálya, Budapest, 1988
- Követés; fordította: Böröcz Enikő, átdolgozta: Szentpétery Péter; Evangélikus Sajtóosztály, Budapest, 1996
- Szentek közössége; fordította: Boros Attila; Harmat, Budapest, 1997 
  - Közösségben címen is
- Börtönlevelek. Fogságban írt levelek és feljegyzések; szerkesztette: Eberhard Bethge, fordította: Boros Attila; Harmat, Budapest, 1999
- Etika. Szemelvények; vál. Vályi Nagy Ervin, ford. Fórisné Kalós Éva; 2. jav. kiad.; Tillinger Péter, Szentendre, 1999
- A Szentírás imádságoskönyve; fordította: Visky S. Béla; Koinónia, Kolozsvár, 2002 (Communio sanctorum)
- Vademecum. Elmélkedések az év minden napjára; ford. Trauttwein Éva; Kairosz, Budapest, 2006
  - (Jöjj velem! Elmélkedések minden napra címen is)
- Követés; ford. Böröcz Enikő, átdolg. Szentpétery Péter; 2. jav. kiad.; Luther, Bp., 2007
- Az egyház lényege; fordította: Visky S. Béla; Exit, Kolozsvár, 2013 (Teológiai praxis)
- Közösségben; ford. Boros Attila; 2. jav. kiad.; Harmat, Bp., 2013
  - Szentek közössége címen is
- Etika. Útkészítés és bevonulás; fordította: Visky S. Béla; Exit, Kolozsvár, 2015 (Teológiai praxis)
- Finkenwaldi homiletika, 1935–1939; fordította: Steinbach József; Dunántúli Református Egyházkerület, Pápa, 2016 ("Szólj!" – homiletikai tankönyvek)
- Jöjj velem! Elmélkedések minden napra; szerk. Manfred Weber, ford. Tiringer István; Harmat–Luther, Bp., 2020
  - (Vademecum. Elmélkedések az év minden napjára címen is)
- Matthieu Arnold: 15 nap imádság Dietrich Bonhoeffer gondolataival; ford. Bodroghi Csilla; Új Város, Budapest, 2022